# Табулираща машина
Табулираща (табулаторна) машина или накратко табулатор е историческа електромеханична машина, предназначена за автоматична обработка (сумиране и сортиране) на числова и буквена информация, записана върху перфокарти, като резултатите се получават върху хартия или специални бланки. Известна е и като сметачно-аналитична или статистическа машина.
Използвани са за обработка на масиви от информация преди широкото навлизане на компютрите. В България са използвани в изчислителните центрове като спомагателно оборудване за обработка на сравнително по-малки масиви информация, които не изискват извършване на логически операции.
Табулаторите могат достатъчно ефективно да извършват действията събиране и изваждане. Умножението и делението се свеждат до последователно многократно събиране и изваждане. Работата на машината се управлява чрез последователно превключване на щифтовете в комутационния панел (предшественик на компютърна програма).

## История
Изобретена е от Херман Холерит през 1890 г., който основава компанията Tabulating Machine Company, прераснала по-късно в IBM.
Първото ѝ приложение е за преброяване на населението, като клиент е правителството, но много скоро и предприемчивите бизнесмени осъзнават, че скоростта, с която се обработва информацията, може да им донесе полза. Първото бизнес приложение е в железниците – през 1896 г. компанията New York Central and Hudson River Railroad намира приложение на табулатора за отчитане на превозваните товари и за извършване на статистически проучвания с цел подобряване на организацията на работата. Табулаторната машина започва да навлиза в офисите с цел обработка на данните за продукти, складови наличности, клиенти и т.н.
У. Екерт описва ефективността на перфокартите при решаването на някои диференциални уравнения или при извършването на умножение и деление на числа с десетична запетая.